# Wolibórz (gromada)
Wolibórz – dawna gromada, czyli najmniejsza jednostka podziału terytorialnego Polskiej Rzeczypospolitej Ludowej w latach 1954–1972.
Gromady wraz z gromadzkimi radami narodowymi (GRN) jako organami władzy najniższego stopnia na wsi, funkcjonowały od reformy reorganizującej administrację wiejską przeprowadzonej jesienią 1954 roku do momentu ich zniesienia z dniem 1 stycznia 1973 roku, tym samym wypierając organizację gminną w latach 1954–1972.
Gromadę Wolibórz z siedzibą GRN w Woliborzu utworzono – jako jedną z 8759 gromad na obszarze Polski – w powiecie kłodzkim w woj. wrocławskim, na mocy uchwały nr 17/54 WRN we Wrocławiu z dnia 2 października 1954 roku. W skład jednostki weszły obszary dotychczasowych gromad Wolibórz, Dzikowiec, Nowa Wieś Kłodzka i Przygórz(e) ze zniesionej gminy Nowa Ruda w tymże powiecie.
13 listopada 1954 roku (z mocą obowiązującą wstecz od 1 października 1954) gromada weszła w skład nowo utworzonego powiatu noworudzkiego w tymże województwie, gdzie ustalono dla niej 27 członków gromadzkiej rady narodowej.
1 stycznia 1972 roku gromadę zniesiono, a jej obszar (wsie Wolibórz, Nowa Wieś Kłodzka i Dzikowice) włączono do nowo utworzonej gromady Nowa Ruda. Oprócz wsi Przygórze, którą włączono do gromady Jugów w tymże powiecie.